# Bulu (sockenhuvudort i Kina, Zhejiang Sheng, lat 28,80, long 120,71)
Bulu (kinesiska: 步路, 步路乡) är en sockenhuvudort i Kina. Den ligger i provinsen Zhejiang, i den östra delen av landet, omkring 170 kilometer söder om provinshuvudstaden Hangzhou. Antalet invånare är 6 559. Befolkningen består av 3 197 kvinnor och 3 362 män. Barn under 15 år utgör 19,0 %, vuxna 15-64 år 61 %, och äldre över 65 år 19,0 %.
Runt Bulu är det ganska tätbefolkat, med 166 invånare per kvadratkilometer. Närmaste större samhälle är Xianju, 6,3 km norr om Bulu. I omgivningarna runt Bulu växer i huvudsak blandskog.
Genomsnittlig årsnederbörd är 2 402 millimeter. Den regnigaste månaden är juni, med i genomsnitt 411 mm nederbörd, och den torraste är januari, med 67 mm nederbörd.